# Magnificent Mile

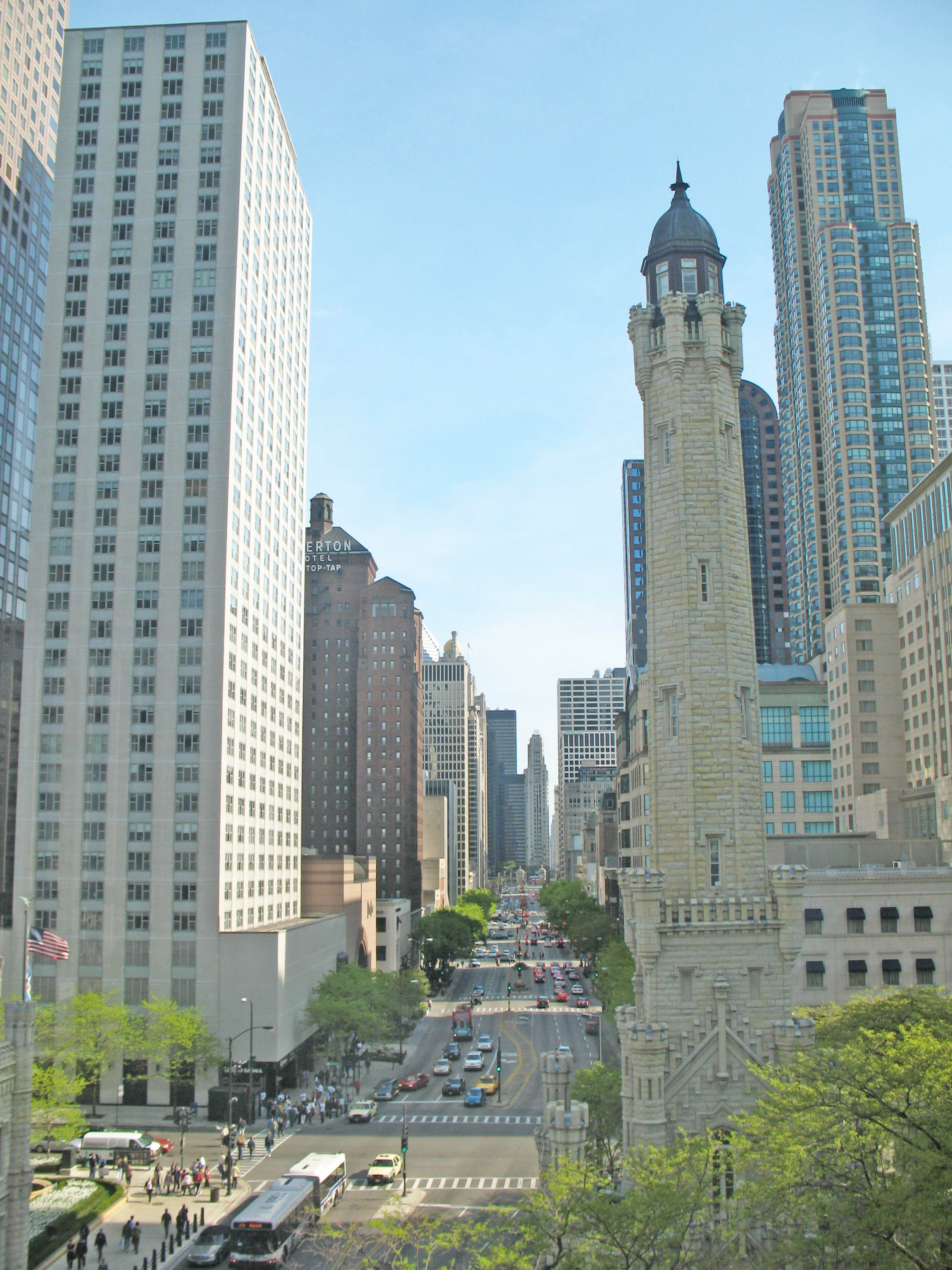
Magnificent Mile

Il Magnificent Mile (Il miglio magnifico) , a cui talvolta ci si riferisce anche come The Mag Mile è una sezione della strada Michigan Avenue, a Chicago, che va dal fiume Chicago a Oak Street nell'area Near North Side. Il distretto si trova adiacente al centro cittadino e ad un isolato ad est dalla strada Rush Street. Il Magnificent Mile funge da arteria principale tra la Circonvallazione di Chicago (Chicago Loop) ed il quartiere Gold Coast. É il confine occidentale del quartiere Streeterville.